# متلازمة لارون
متلازمة لارون (بالإنجليزية: Laron syndrome)‏ وتسمى أيضًا قزامة لارون (بالإنجليزية: Laron dwarfism)‏ هي مرض نادر سببه خلل جيني يسبب عجز الجسم عن الاستجابة لهرمون النمو المُفرز من الغدة النخامية وتظهر علاماته الأولية على شكل فشل نمو الطفل بعد الولادة. يعود تسميتها بمتلازمة لارون إلى طبيب أمراض الغدد الصماء الإسرائيلي زلي لارون عام 1966، حيث وصف المرض لدى أطفال لديهم قصر شديد في القامة مع ارتفاع في مستوى هرمون النمو، ولهذا أطلق اسم الطبيب على ذلك المرض. وتعد متلازمة لارون عبارة عن مرض وراثي ناتج عن خلل في مستقبلات هرمون النمو (Growth hormone receptor) ويؤدي لنقص مادة تفرز من الكبد تسمى بالمعامل الشبيه بالأنسولين المحفز للنمو (IGF1) والذي له دور في تحفيز الخلايا للنمو. يتميز المصابون بهذا المرض بقصر شديد في القامة مع ملامح طفولية للوجه حتى بعد سن البلوغ مع صغر في الكفين والقدمين. معدل هرمون النمو أعلى من الطبيعي، لذلك لا يفيدهم أخذ جرعات إضافية من هذا الهرمون ولكن يستجيب بعضهم للمعامل شبيه الأنسولين المحفز للنمو.

## الأسباب
سبب متلازمة لارون، هو خلل جيني على شكل طفرات متنحية، مثل طفرات في جينات مستقبلات هرمون النمو. ونقص عامل النمو شبيه الانسولين (IGF-I). وللوراثة دور في نقل المرض.

## الأعراض
- قصر القامة .
- تأخر نمو العظام .
- تأخر البلوغ .
-صغر الرأس.
- بروز في الجبهة .
-صغر حجم الأعضاء التناسلية والخصيتين .
- قصر في الأطراف .
- هشاشة العظام .
- سمنة .

## العلاج
العلاج يكون في طريقتين، الأولى العلاج الدوائي والثاني العلاج الجراحي .
- -العلاج الدوائي: يكون بإعطاء عامل شبيه الأنسولين المحفز للنمو مباشرة. ويعطى هذا المعامل على شكل حقن تحت الجلد مرة أو مرتين في اليوم إلى سن البلوغ. ولكن يجب أن يعطى المعامل قبل أن يصل الطفل لسن البلوغ (أي قبل أن ينغلق العظم ويتوقف الطول).
- - العلاج الجراحي: بعد قيام الطبيب الروسي جرافييل ليزاروف عام 1951م بابتكار عملية تطويل الأطراف، أصبح بالإمكان زيادة المسافة بين طرفي العظم بعد عمل كسر للعظم تحت التخدير. والفائدة من الجهاز زيادة المسافة بين قطعتي العظم المكسورة ليسمح في تكوين عظم جديد بينهما. قد تكون عملية ليزاروف لتطويل الأطراف معقدة إلى حد ما.